# Xanthoarctia pseudomeoides
Xanthoarctia pseudomeoides är en fjärilsart som beskrevs av Rothschild 1910. Xanthoarctia pseudomeoides ingår i släktet Xanthoarctia och familjen björnspinnare. Inga underarter finns listade i Catalogue of Life.